# Сокся
Сокся — река в России, протекает в Прилузском районе Республики Коми. Устье реки находится в 449 км по правому берегу реки Луза. Длина реки составляет 94 км.
Исток реки в лесном массиве на Северных Увалах в урочище Сокся у дороги Р-176 на участке Летка — Объячево. Исток находится в 20 км к северу от села Летка и стоит на глобальном водоразделе Северной Двины и Волги, рядом берёт начало река Гостиладор. Русло Сокси сильно извилистое, река многократно меняет направление течения, генеральное направление — северо-запад. В низовьях образует старицы. Всё течение проходит по ненаселённому холмистому лесному массиву. Впадает в Лузу в 5 км к югу от посёлка Велдорья.

## Притоки
- 13 км: река Ловля (пр)
- река Мулопъёль (лв)
- река Козъёль (лв)
- 51 км: река Сокский Вазюг (лв)
- 72 км: река Сылъёль (пр, в водном реестре — без названия)
- река Сыль (лв)
- 79 км: река Иван-Вож (лв)
- 80 км: река Якунька (лв)

## Данные водного реестра
По данным государственного водного реестра России и геоинформационной системы водохозяйственного районирования территории РФ, подготовленной Федеральным агентством водных ресурсов:
- Бассейновый округ — Двинско-Печорский
- Речной бассейн — Северная Двина
- Речной подбассейн — Малая Северная Двина
- Водохозяйственный участок — Юг
- Код водного объекта — 03020100212103000011924